# 潘妮·普利茨克
潘妮·普利茨克（Penny Pritzker；1959年5月2日—），美国女商人，政治家。芝加哥普利茨克家族成员。是其家族拥有的大型消费信贷信息公司TransUnion的董事长，凯悦酒店的负责人之一。她以28亿美元的资产在福布斯全美富豪排行榜中排行第135位。作为巴拉克·奥巴马的经济顾问，2013年6月成为奥巴马内阁的商务部长。

## 荣誉

### 外国勋章奖章
- 一等奥尔加大公夫人勋章（英语：Order of Princess Olga）（乌克兰，2024年8月23日公布[2]）